# Rhabdotis pontyi
Rhabdotis pontyi är en skalbaggsart som beskrevs av André Vuillet 1911. Rhabdotis pontyi ingår i släktet Rhabdotis och familjen Cetoniidae. Inga underarter finns listade i Catalogue of Life.